# Guido Buffarini Guidi
Guido Buffarini Guidi (Pisa, 17 agosto 1895 – Milano, 10 luglio 1945) è stato un politico italiano.
Esponente politico fascista, è stato sindaco di Pisa, dove fu anche podestà e federale, deputato al Parlamento, membro del Gran consiglio del fascismo, sottosegretario al ministero dell'interno per il decennio 1933-1943 e in seguito ministro sempre dell'Interno nel governo della Repubblica Sociale Italiana. Fu condannato a morte e fucilato alla fine della seconda guerra mondiale.

## Biografia
Partecipa come volontario alla prima guerra mondiale come sottotenente di complemento in un reggimento d'artiglieria, trascorre quattro anni al fronte, e riuscirà ad essere promosso capitano nel 1917 e in seguito per meriti speciali passò in servizio permanente effettivo guadagnandosi tre croci al valor militare. Inaspettatamente al termine della guerra lasciò la carriera militare per proseguire gli studi laureandosi nel marzo del 1920 in Giurisprudenza all'Università di Pisa e incominciando a svolgere la professione di avvocato.
Nel 1919 aderì ai Fasci italiani di combattimento dedicandosi attivamente alla politica e prendendo parte alle azioni del nascente squadrismo. Nell'aprile del 1923 fu eletto sindaco di Pisa per il Partito Nazionale Fascista. L'anno seguente diventa deputato e verrà nominato podestà e segretario federale del partito. Sempre a Pisa nel 1927, fece parte del direttorio fascista locale con Ugo Romanzini, il barone Giulio Carranza, Paolo Pedani e altri gerarchi dell'epoca. È nominato presidente del Comitato pisano di azione Dalmata e console onorario della MVSN.
Il 30 novembre 1920 fu iniziato in massoneria nella loggia "Carlo Darwin" di Pisa. Dopo il plebiscito del 1929 confermò il suo seggio alla Camera. Nel 1932 il popolare compositore Vittorio Mascheroni pubblicò un pezzo, Bombolo, che implicitamente satireggiava la corporatura pingue di Buffarini Guidi.

### Sottosegretario all'Interno

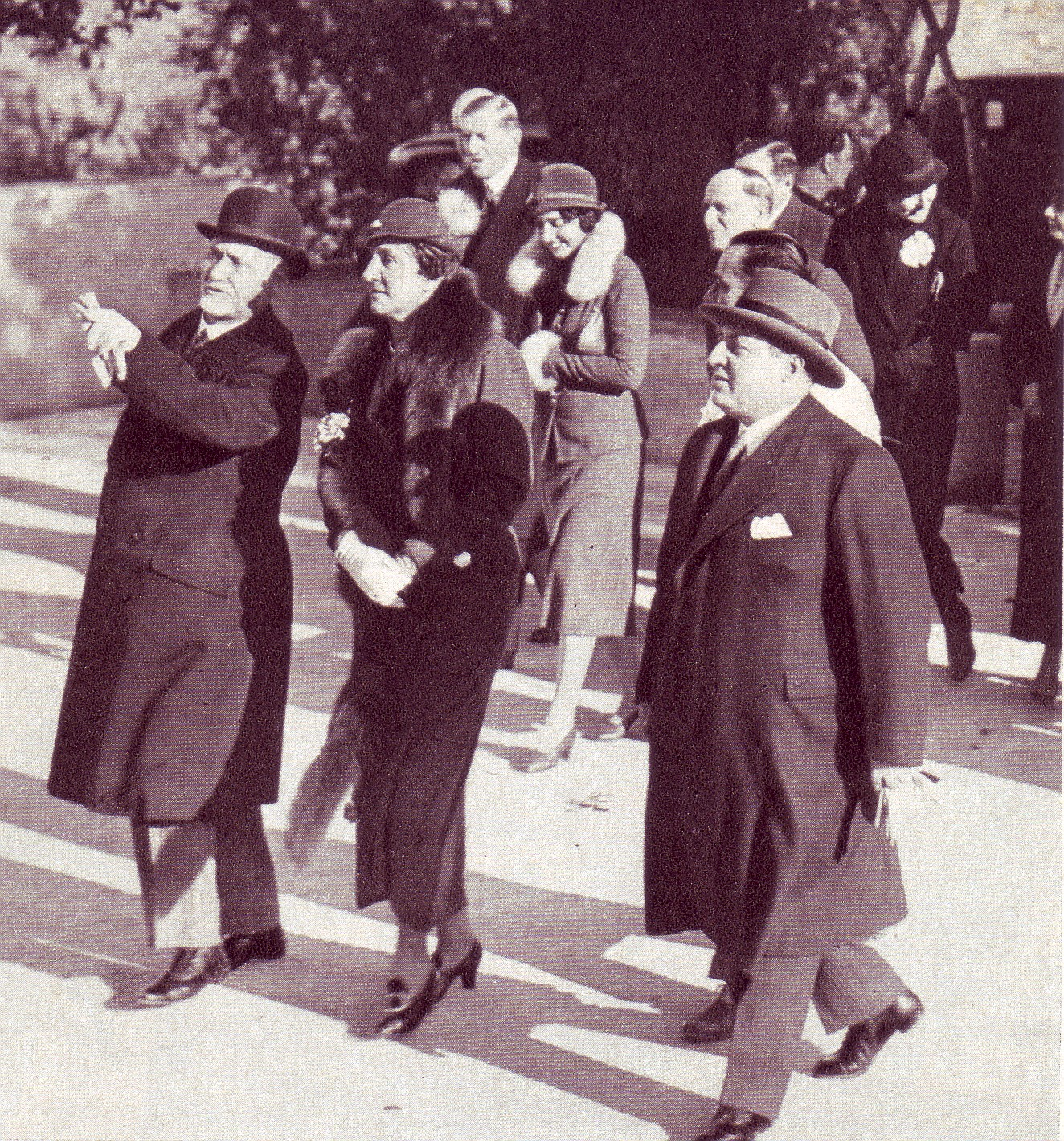
Guido Buffarini Guidi a destra a Fara Sabina insieme alla Regina Elena, novembre 1933

Dal maggio 1933 al febbraio 1943 è sottosegretario di stato all'Interno subentrando al dimissionario Leandro Arpinati. Essendo rimasta la titolarità del ministero allo stesso Mussolini, Buffarini assunse di fatto il ruolo di ministro. Come capo gabinetto fu inizialmente affiancato dal prefetto Giuseppe Mormino, forse per desiderio del capo della polizia Arturo Bocchini.
Nonostante le incomprensioni Guido Leto, figura di rilievo dell'OVRA, ne tracciò, nel dopoguerra, un generoso ritratto. Inoltre sempre secondo Leto la costante frequentazione con Mussolini, presso il quale si recava giornalmente per riferire, accreditò inizialmente la voce che ne fosse diventato uno dei principali consiglieri; la diceria lo portò poi a divenire effettivamente uno dei politici più influenti in Italia - come riferito anche dallo stesso Eugen Dollmann - subito dopo Galeazzo Ciano. Durante il suo sottosegretariato Buffarini estese il proprio potere sul territorio con la nomina di prefetti a lui fedeli e riuscendo a bilanciare maggiormente le spinte autonomistiche sia degli enti locali sia la burocratizzazione del partito. Il 9 aprile 1935 emanò una circolare ai prefetti che vietava il culto pentecostale in tutto il territorio nazionale in quanto, veniva affermato, nocivo all'equilibrio psico-fisico della razza.
Nel 1938 a seguito della promulgazione delle leggi razziali assunse un atteggiamento antisemita discostandosi da altri gerarchi frondisti come Balbo, De Bono e Federzoni. Nel 1940 presso il Ministero dell'interno, soprattutto per le pressioni vaticane, cominciarono a farsi strada le prime problematiche circa le leggi razziali; in particolare la situazione in cui si trovarono le "famiglie miste" in cui il coniuge di fede ebraica si era convertito al Cristianesimo. Buffarini Guidi, in qualità di sottosegretario, si fece portavoce delle preoccupazioni del Vaticano presso Mussolini. A questo proposito Buffarini Guidi propose una soluzione che avrebbe ridotto questo aspetto della questione ebraica in Italia parificando giuridicamente ai cittadini "ariani" tutti quegli ebrei che, per matrimonio o per meriti personali, avessero offerto garanzie sufficienti, ed espellendo dall'Italia tutti gli altri.
Nel 1939 fu inizialmente favorevole all'entrata in guerra a fianco della Germania, salvo rallegrarsi poche settimane dopo che l'Italia fosse rimasta fuori dal conflitto: l'alleanza politica con Galeazzo Ciano, propugnatore della medesima posizione, si mantenne in un rapporto strettissimo ancora fino al 1942.
Dopo l'allontanamento di Mormino, Buffarini Guidi si era mantenuto rispettoso delle prerogative del capo della polizia Bocchini, ma questo non gli aveva evitato di entrarvi comunque in urto. Ciononostante alla morte di Bocchini nel novembre 1940 ne favorì la successione a capo della polizia del suo stesso vice, il monarchico Carmine Senise. La scelta di sostenere Senise si rivelò in seguito sbagliata per il fascismo: Buffarini si ritrovò in breve un avversario che in seguito assunse anche parte attiva nell'arresto di Mussolini.
Il 5 febbraio 1943, comunque, nel corso di un importante rimpasto di governo Buffarini non fu riconfermato e la carica a sottosegretario fu assunta dal prefetto di Napoli Umberto Albini.
Già in confidenza con Dollmann prima della guerra, si legò molto a quest'ultimo tanto da diventarne confidente. Membro di diritto del Gran Consiglio del Fascismo, pur non facendosi illusioni sull'andamento della guerra, il 25 luglio 1943 diede voto contrario all'Ordine del giorno Grandi. Nello stesso pomeriggio, diffidando del Re, si recò con Dollmann presso l'ambasciatore tedesco Hans Georg von Mackensen, facendogli un resoconto dei recenti eventi e tentando invano di convincerlo a intervenire per evitare che Mussolini si recasse all'udienza reale. Il primo resoconto sulla seduta del Gran Consiglio telegrafato a Berlino era basato unicamente sulle informazioni ottenute da Buffarini. La sera stessa si recò da Rachele Mussolini a villa Torlonia ad attendere Mussolini di ritorno dall'udienza reale, ma, allarmato per il ritardo di Mussolini, cercò di raggiungerlo telefonicamente, finché non gli fu comunicato che si trovava in stato di arresto. Buffarini passò la notte nella villa e il 26 luglio mattina fu arrestato e recluso nel carcere di forte Boccea, dal quale fu liberato il 12 settembre dai tedeschi in seguito all'occupazione di Roma.

### Ministro dell'Interno

Buffarini Guidi nella RSI

Dopo essere stato liberato da forte Boccea Buffarini fu trasferito a Monaco di Baviera e alloggiato al Vierjahrszeiten Hotel. Avendo appreso della liberazione di Mussolini scrisse un memorandum da sottoporgli, in cui proponeva l'abolizione della Monarchia in Italia e la proclamazione di una "Repubblica socialfascista con a capo il Duce".
Aderì alla Repubblica Sociale Italiana ed entrò nel nuovo governo Mussolini ricoprendo la carica di ministro dell'Interno. In questo fu avvantaggiato anche dall'amicizia di Eugen Dollmann che gli aveva procurato anche il beneplacito del suo omologo tedesco Heinrich Himmler: infatti, quando Roberto Farinacci si propose come titolare del dicastero, Mussolini gli rispose che "aveva dovuto promettere" quel ruolo all'avvocato pisano. Buffarini si legò anche a Karl Wolff che era comandante delle SS e della polizia nel nord Italia. I rapporti con Wolff risalivano già ad alcuni anni prima, quando i due si erano trovati a gestire per i rispettivi governi la questione delle opzioni in Alto Adige.
Come riferisce Giorgio Pini, lo stesso Buffarini non si faceva alcuna illusione su come sarebbe finita la guerra, ma aveva accettato l'incarico forse per il suo desiderio di rimanere comunque al centro del gioco politico, ma anche l'idea di poter svolgere un'opera mediatrice tra i tedeschi con cui aveva ottimi rapporti e il governo della Repubblica Sociale Italiana. All'interno del governo invece mediò costantemente tra le correnti estremiste di Farinacci e Pavolini e i moderati come Tarchi e Biggini. Nell'azione di governo fu spesso ondivago, accordando la sua protezione alla banda Koch e al contempo facendo arrestare dalla polizia repubblicana i membri della famigerata Guardia Armata di Palazzo Braschi a Roma. Quando l'attività svolta da Koch divenne nota a Milano e si levarono le proteste, il 7 ottobre diede l'ordine di arrestare tutti i componenti del gruppo.
Il 16 settembre 1943, insieme a Pavolini, rientrò a Roma con l'obiettivo di completare i membri del nuovo governo che ancora mancavano. Il 19 ottobre ordina l’abolizione di tutti i titoli regi, a partire dalla Gazzetta ufficiale.

#### Il Corpo di Polizia Repubblicana
Buffarini si impegnò per ottenere lo scioglimento delle squadre di polizia federali, che dopo l'armistizio dell'8 settembre 1943 si erano costituite autonomamente e di portare la responsabilità di far rispettare l'ordine pubblico alle forze di polizia dipendenti dal ministero dell'interno, al riguardo in agosto diramò anche una circolare destinata ai questori in cui "non intende autorizzare attività di polizia che non siano regolarmente inquadrate in quella della polizia repubblicana". Inoltre il 16 novembre presentò un decreto per suddividere i compiti della Polizia e dei Carabinieri che sarebbero dovuti confluire rispettivamente nella Guardia di Polizia destinata al presidio delle città e nella Gendarmeria Rurale da destinarsi nelle aree rurali.
L'azione del ministro fu subito avversata e infine fatta fallire dalla concorrenza della costituenda Guardia Nazionale Repubblicana di Renato Ricci, che non intendeva rinunciare all'autonomia della Milizia Volontaria per la Sicurezza Nazionale. Alla fine il 20 novembre fu costituito il Corpo di Polizia Repubblicana dipendente dal ministero dell'interno, mentre la GNR rimase un corpo separato in cui confluirono i Reali Carabinieri e la MVSN. Nel dicembre un attentato gappista contro il corteo funebre del federale di Milano Aldo Resega aveva provocato come reazione una caotica sparatoria nella strada e Buffarini ne approfittò per criticare duramente le indisciplinate formazioni autonome, ma sottolineando la buona condotta della Legione Muti di Milano. La poca disciplina delle squadre fasciste spinse Buffarini Guidi a richiedere più armi per la questura di Milano che era carente.
Ancora nel giugno 1944, per contrastare le altre formazioni di polizia autonome, ribadì ai capi delle Provincie che formalmente dipendevano tutti dal ministero dell'interno, che tutte le azioni di polizia fossero coordinate esclusivamente da loro e che solo a loro spettava la possibilità di effettuare il fermo di polizia con un limite di sette giorni senza regolare denuncia. Subito dopo un mese dalla costituzione delle Brigate Nere, che in realtà avrebbe voluto eliminare, Buffarini telegrafò ai capi delle Provincie l'ordine di arginarne l'attività soprattutto se svolta in ambito di polizia e presso l'ambasciatore Rudolf Rahn protestò per le continue interferenze della polizia d'ordinanza tedesca in Italia e riguardo ai tentativi di snazionalizzazione in atto nella OZAK e OZAV. Nell'ottobre 1944 sostenne il nuovo capo della polizia Renzo Montagna nel liquidare alcune delle polizie autonome come la banda Koch, dopo averla inizialmente usata, nell'ambito di un più vasto progetto che prevedeva l'incorporazione nella polizia repubblicana delle milizie speciali (confinaria, portuale, ferroviaria, stradale e postelegrafonica) dipendenti dalla GNR, ma a questo si ribellarono i corpi destinati a passare alle dipendenze delle questure. Il progetto fu poi portato avanti da Paolo Zerbino, successore di Buffarini Guidi al Ministero, ma si arenò definitivamente.

#### I contrasti con Preziosi
Immediatamente la nomina di Buffarini a ministro dell'Interno fu avversata da Giovanni Preziosi, il quale inviò relazioni in Germania dove lo accusava di essere "amico degli ebrei e dei massoni" e replicando con Mussolini stesso.
Il 30 novembre 1943 Buffarini emanò l'ordine di Polizia n°5 in cui si disponeva di internare tutti i gli ebrei, sia italiani sia stranieri, nei vari campi di concentramento provinciali in attesa di essere concentrati in campi preparati appositamente, tra cui il più importante fu il campo di Fossoli. L'obiettivo di Buffarini, il quale non aveva mai calcato la mano contro gli ebrei, era di permettere la concentrazione degli ebrei in territorio italiano ed evitarne quindi la deportazione in Germania. Ma il tentativo si rivelò un fallimento e i tedeschi, trovandosi tutti gli ebrei già concentrati nei campi, scavalcando i capi delle Provincie, ebbero gioco facile nel catturarli e deportarli.
Gli attacchi di Preziosi contro Buffarini non si fermarono e l'8 gennaio 1944 coinvolsero anche Tamburini, Apollonio e Leto, tutti accusati di contrabbando di moneta. Nella primavera del 1944 Buffarini Guidi si oppose, e fu forse determinante nell'impedire un progetto di legge redatto dal Preziosi, che appena nominato "Ispettore generale per la razza", il 15 maggio 1944 intendeva estendere lo status di ebreo a un numero maggiore di cittadini italiani con un nuovo progetto di legge. Buffarini riuscì a ottenere copia del testo scritto da Preziosi prima che fosse ufficialmente presentato a Mussolini, così passò l'intera notte a studiarlo e a stendere una relazione intitolata Alcune osservazioni sulla legge razziale, in cui demolì ogni singolo punto del progetto mettendone in evidenza le incongruenze.
Il giorno seguente inviò la proposta di Preziosi a Mussolini allegandovi la propria relazione con un biglietto: "Mi permetto di sottometterVi alcune osservazioni formulate affrettatamente stanotte sulla nuova legge razziale. Vi prego, Duce, degnarle della Vostra alta attenzione, in quanto, mettono in evidenza, a mio subordinato avviso, alcune deficienze della Legge che suggeriscono indispensabili modifiche". Dopo l'intervento di Buffarini Guidi la legge non fu più approvata. Oltre che sul contrasto a Preziosi si espose anche nell'aiutare quando poteva la popolazione e presso il ministero fu costituito un ufficio passaporti che si dedicava alla falsificazione di questi ultimi e permise così l'espatrio di alcuni perseguitati come Guido Donegani e Giovanni Balella. Analoghe iniziative di Preziosi volte a porre fuori legge la massoneria e perseguitare i massoni furono fatte fallire da Buffarini Guidi.

#### Le responsabilità nell'eccidio delle Fosse Ardeatine
Subito dopo l'attentato di via Rasella, i comandi tedeschi stabilirono di operare la rappresaglia con la fucilazione di tutti i prigionieri che erano già stati condannati a morte, all'ergastolo o che erano sotto processo per reati passibili di condanna capitale. Verificato un numero insufficiente di prigionieri nelle carceri tedesche di via Tasso, il Questore di Roma Pietro Caruso fu chiamato da Herbert Kappler, comandante tedesco della Gestapo di Roma, a stilare un elenco di almeno 80 persone da giustiziare. Caruso protestò per l'elevato numero di vittime richieste e suggerì di portarne il numero a 50. Nonostante il parere negativo di Kappler, Caruso replicò che per il momento si sarebbe dovuto accontentare di 50 nominativi. Nel processo a suo carico svoltosi dopo la liberazione di Roma, Caruso dichiarò, nell'udienza del 20 settembre 1944, che in ogni caso avrebbe dovuto parlarne con il Ministro dell'interno Guido Buffarini Guidi, che sapeva essere a Roma all'Hotel Excelsior.
Pietro Caruso, nella sua deposizione al processo, così ricostruì gli accadimenti: "Nelle prime ore del mattino per scaricarmi da questa grave responsabilità andai da Buffarini Guidi all'Albergo Excelsior. Là ci furono delle difficoltà perché il ministro dormiva. Forzai la consegna. Egli mi ricevette a letto. Gli dissi quello che era successo, cioè che Kappler mi aveva chiesto prima 80 poi 50 uomini da far fucilare per l'attentato di via Rasella. «Io mi rimetto a voi» dissi. Speravo che il Ministro avesse provveduto direttamente con Kappler. Mi disse "Che cosa posso fare? Bisogna che tu glieli dia se no chissà cosa succede. Sì, sì, dalli".

#### Il dimissionamento

10 luglio 1945: Guido Buffarini Guidi prima della fucilazione

Il 24 ottobre 1944 fu affiancato a Buffarini come sottosegretario di stato Giorgio Pini con il quale i rapporti furono sempre pessimi. Considerato uno degli esponenti di governo della RSI più filotedesco per l'amicizia con Dollmann e Wolff, il 21 febbraio 1945, anche a seguito del deteriorarsi dei rapporti tra i due alleati, fu improvvisamente sollevato dall'incarico dallo stesso Mussolini e sostituito da Paolo Zerbino (inizialmente il dittatore aveva pensato allo stesso Pini, ma non aveva ottenuto il gradimento tedesco). Il 22 febbraio Mussolini propose a Buffarini Guidi un nuovo incarico come coordinatore tra i ministeri italiani e gli organismi tedeschi preposti all'economia: i tedeschi però protestano vigorosamente e Wolff, colto di sorpresa dalla sostituzione e dopo aver inutilmente richiesto al Duce una proroga, procedette arbitrariamente all'arresto di Tullio Tamburini e Eugenio Apollonio accusati di essere antitedeschi.
Sembra che la determinazione dei tedeschi nel mantenere Buffarini al ministero dell'interno fosse dovuta al timore di un voltafaccia italiano e il ministro dell'Interno era considerato un uomo di loro fiducia. Secondo il generale Wolff il Duce aveva da poco iniziato, attraverso l'alto clero, trattative segrete volte alla resa con gli Alleati verso le quali l'avvocato pisano, noto per la sua germanofilia, rappresentava un ostacolo. Lo stesso Mussolini spiegò a Mellini riguardo al dimissionamento: "C'è una questione molto importante e che richiede un energico intervento: la situazione con i tedeschi non va. Da tempo avevo deciso di mandar via Buffarini Guidi ed essi sapevano bene perché: è un uomo che ha molti meriti ma è odiato da tutti, antifascisti e fascisti. È odiato persino più di me. Non discuto le sue capacità tecniche, ma i fascisti non lo possono più vedere e mi chiedono da tempo la sua testa". Rileva lo storico Deakin che il giorno seguente Wolff e Rudolf Rahn incominciarono trattative segrete con gli Alleati e che proprio Buffarini Guidi, se non fosse stato destituito, sarebbe probabilmente stato in grado di scoprirle e informarne Mussolini.

### Cattura ed esecuzione
Dopo il dimissionamento, Buffarini si trasferì nei pressi di Gargnano, dove passò gli ultimi mesi di guerra. Nell'aprile, temendo per la sua vita, il figlio Glauco esortò il padre a nascondersi, ma Buffarini si rifiutò, rispondendo con una battuta: "Come si fa a lasciare il tavolo da poker quando si perde?". Il 25 aprile seguì Mussolini fino a Como, dove, resosi conto dell'inconsistenza del Ridotto Alpino Repubblicano, insistette a lungo e inutilmente per convincere il Duce ad espatriare in Svizzera. Al riguardo dichiarò: "Non importa se non ci danno il visto. Sfondiamo la sbarra di confine con l'automobile e una volta di là ci tengono".
Il giorno seguente, intorno alle 15:00, insieme al ministro dell'economia corporativa Angelo Tarchi, tentò di raggiungere la frontiera svizzera, ma fu arrestato dalla Guardia di Finanza, che era passata agli ordini del CLN, alla frontiera di Oria, posta sulla strada da Porlezza a Lugano. Rilasciati entrambi, Buffarini fu nuovamente arrestato. In seguito fu processato e condannato a morte da una corte d'assise straordinaria il 29 maggio 1945; la sentenza (assieme a quella dell'aviatore Giovanni Folchi, l'unica delle trentasei emesse dalla Corte ad essere attuata) fu eseguita per fucilazione nel campo sportivo "Giuriati", in zona Città Studi a Milano, il 10 luglio 1945, poco dopo aver sventato un suo tentativo di suicidio con barbiturici.

### Dopo la morte
Anni dopo alla vedova di Buffarini Guidi fu riconosciuta la pensione riferita al grado di colonnello di artiglieria del marito. Il figlio di Buffarini Guidi, Glauco, nel 1970 pubblicò il libro sulla figura del padre La vera verità: I documenti dell'archivio segreto del ministro degli interni Guido Buffarini Guidi dal 1938 al 1945, utilizzando, in modo apologetico, le notizie desunte dall'archivio di famiglia.